# Gastronomía de la provincia de Ávila

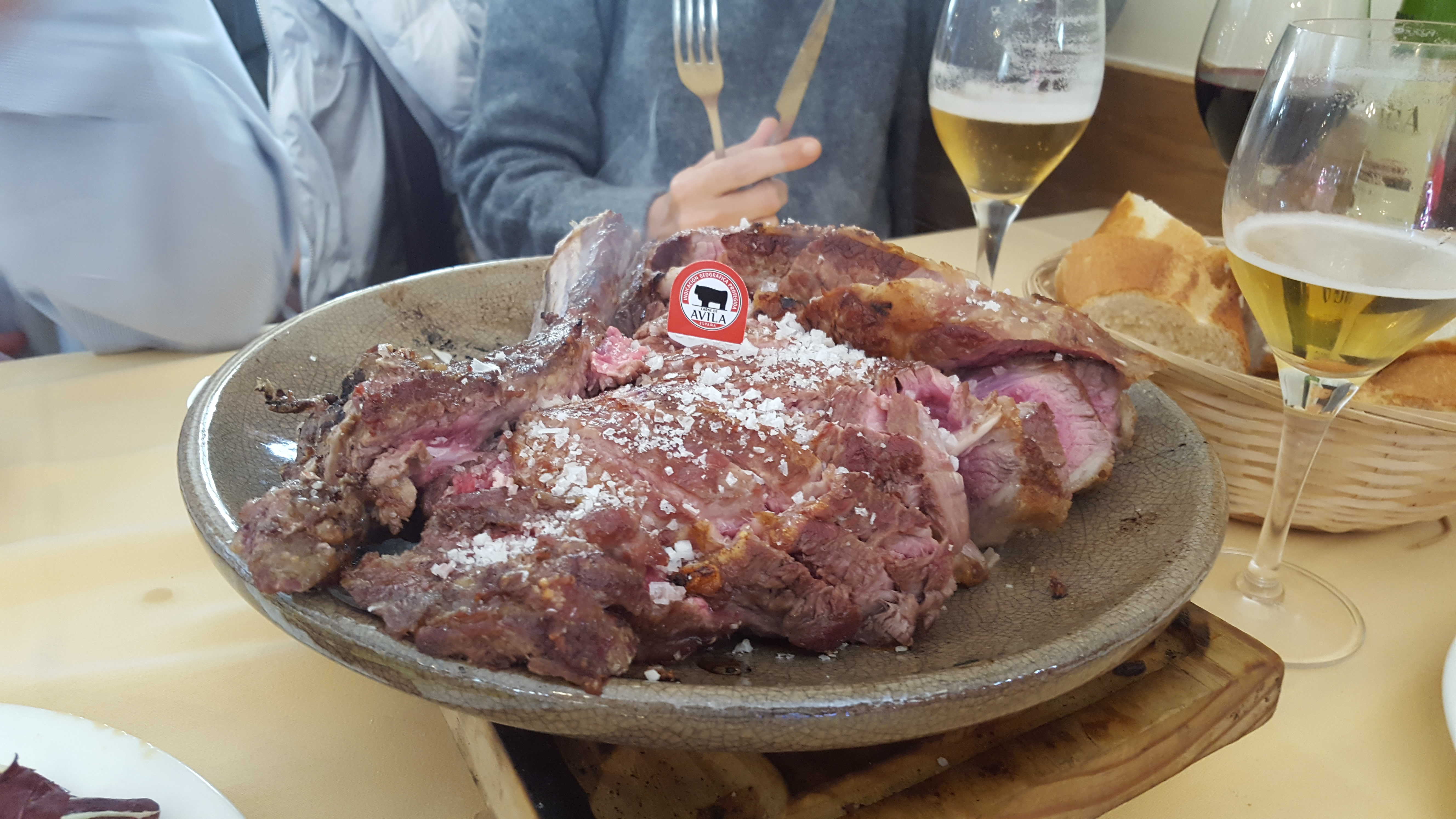
El chuletón de Ávila es uno de sus identificadores culinarios.

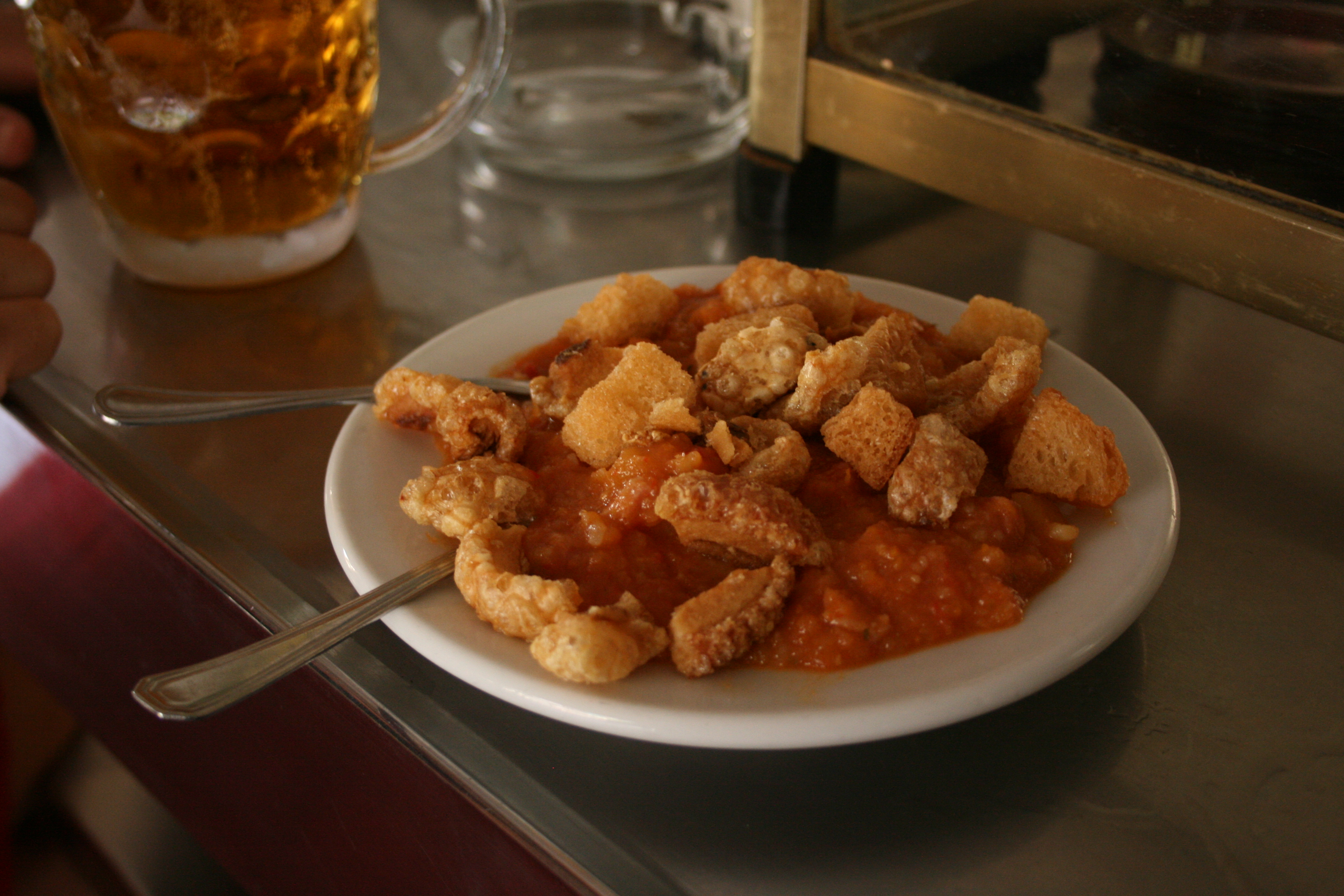
Un plato humilde: las patatas revolconas.

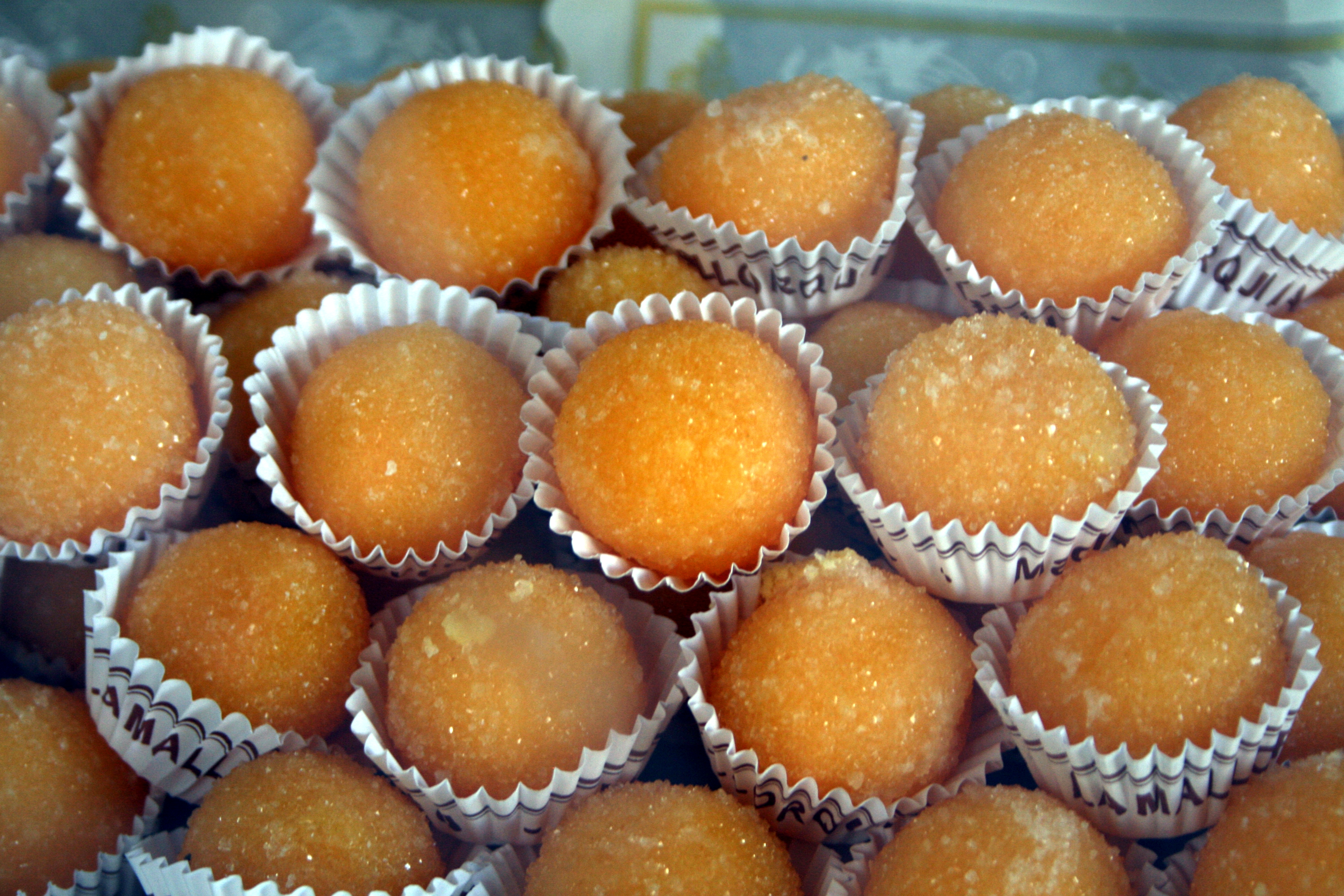
Las yemas de Santa Teresa un símbolo repostero de Ávila.

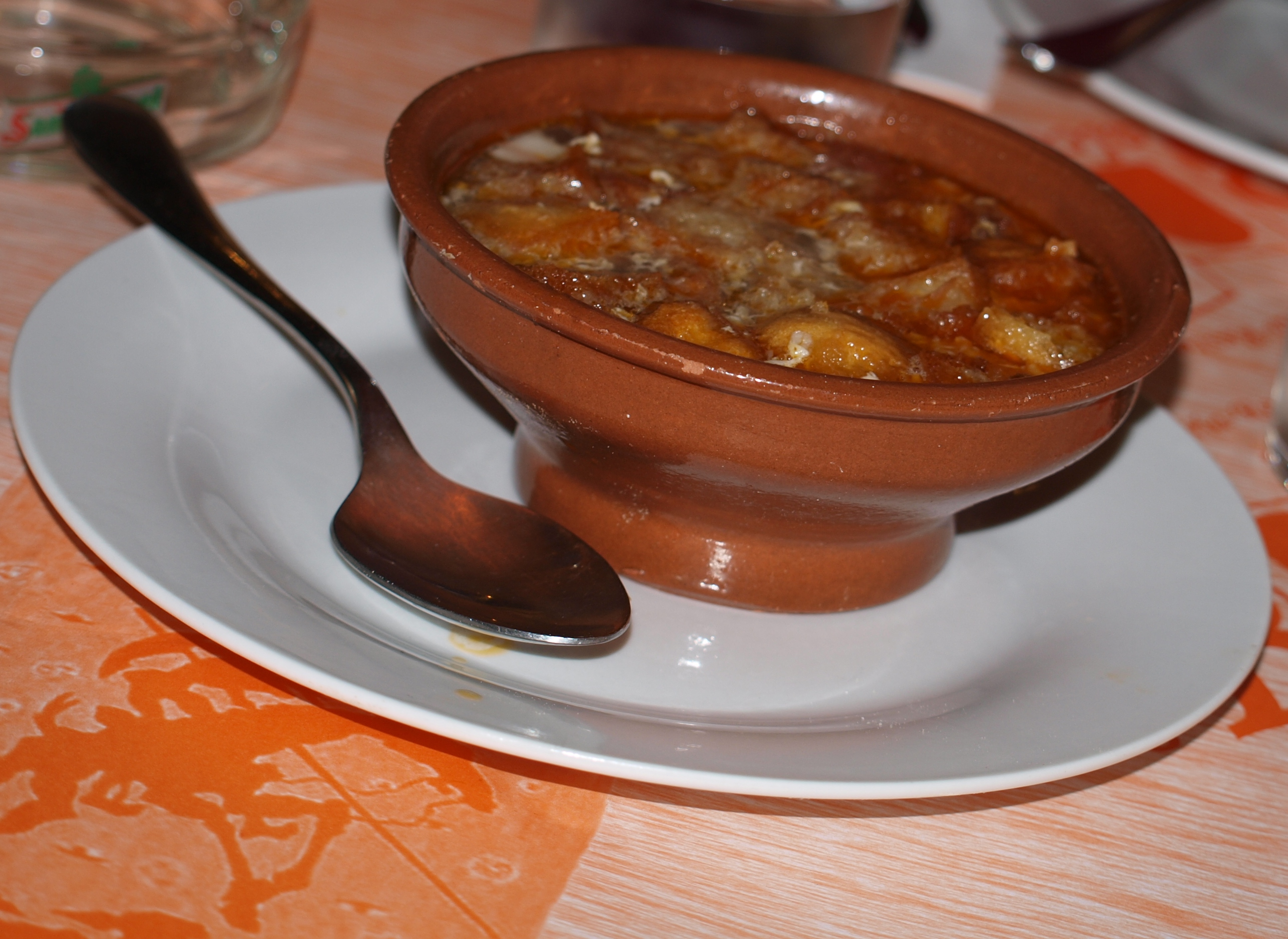
Sopa castellana

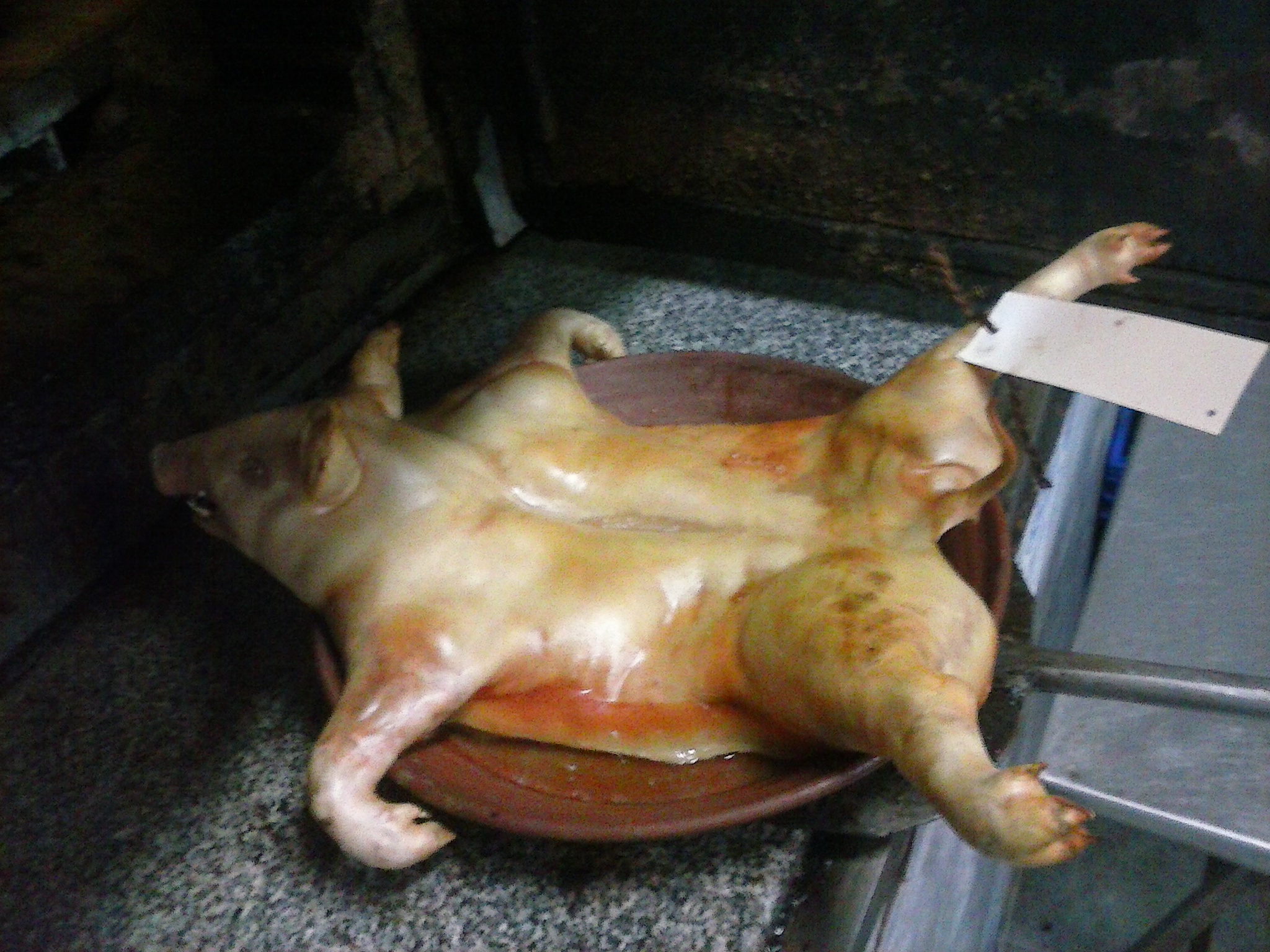
Cochinillo de Arévalo

La gastronomía de la provincia de Ávila es el conjunto de platos y costumbres culinarias de la provincia de Ávila. Los crudos inviernos de la provincia requieren de platos contundentes. La carne de vacuno procedente de razas avileñas es muy famosa, siendo el popularmente denominado chuletón de Ávila (chuletón a la parrilla) uno de los más conocidos. A pesar de todo, a resultas de su pesca fluvial, son reconocidos los guisos con cangrejos (principalmente del río Adaja y del Tormes).  
La zona de Gredos posee, dentro de la provincia, una subregión culinaria con su estilo propio que se prolonga hasta Cáceres y comarca de la Vera. A lo largo de esta área se comparten platos de origen extremeño, como es el uso del pimentón y algunas frutas. Arévalo forma parte de uno de los vértices de área geográfica del lechón asado (triángulo del lechón asado) junto con Segovia y Peñaranda de Bracamonte (Salamanca). Ávila  posee un pequeño sector de la  denominación  de origen Rueda en lo que a vinos se refiere, en el norte de la provincia. Hay otras dos localidades con características vitivinícolas: Cebreros y El Tiemblo. Los vinos de Cebreros ya cuentan con la denominación de origen, abarcando municipios de Gredos y sus estribaciones con viñas de uva Garnacha cultivadas en las laderas de pueblos como San Juan de la Nava, produciendo caldos de gran calidad.

## Historia
Los visigodos utilizaban la tierra abulense para cultivar cereal y alimentar a la ganadería, según se puede observar en las pizarras encontradas en el municipio de Diego Álvaro. No se puede precisar por falta de datos las circunstancias y vicisitudes durante la etapa de dominación musulmana ni tampoco concretar la relación social, económica, cultural, política y religiosa que pudieran tener esta creencia en Ávila, cuyo nombre árabe fue Ābila (آبلة). Lo único que parece seguro es que durante los primeros años de la invasión musulmana la ciudad se convirtió en un punto estratégico, siempre deseada por ambos. 
Desde el punto de vista culinario, al-Ándalus comparando con otras regiones españolas dejó pocos platos o costumbres culinarias en la cocina abulense. La posterior ocupación del terreno, por parte de Raimundo de Borgoña en el siglo XI, abre la posibilidad de repoblación del territorio con gentes de otros lugares de Castilla. El establecimiento de Conventos da lugar a una nueva cocina conventual, Santa Teresa de Jesús llega a decir "también entre los pucheros anda el Señor".

## Ingredientes
La provincia posee un clima continental que marca muchos de los ingredientes, así como de las preparaciones culinarias respectivas. Sus preparaciones culinarias tradicionales se acercan bastante a la cocina medieval.

### Carnes
Existe una carne de vacuno (Carne de Ávila) que bajo la Indicación Geográfica Protegida (autorizada en el año 1988) forma parte de los alimentos protegidos de Castilla y León y que es muy empleada en las diversas preparaciones: asados, estofados, guisos. Son populares otras preparaciones tradicionales castellanas como son el tostón asado, el lechazo asado y el cordero asado. Algunas preparaciones de carne propias son la monda de Mombeltrán (una especie de tortilla con diversos productos cárnicos del cerdo), los huevos al plato, la tortilla de tarallos de Lanzahíta eaborada con espárragos silvestre que crecen en los alrededores de la localidad en los meses de la primavera. Una preparación típica de verano es el conejo escabechado. Entre la caza menor se tiene el conejo a la cazadora (asado). La carne de cerdo y la chacinería procedente de sus cerdos, la oreja de cerdo y las manitas. Los chorizos,

...un chorizo que dejaba de todos los colores el paladar, maravillado y hecho un ascua, como si hubiera estallado dentro de la boca un gran castillo de fuegos artificiales

 el chorizo cular, las morcillas (morcilla de cebolla, morcilla de calabaza, ) y jamones son habituales de por sí, o participando en diversos preparados culinarios abulenses. Algunos como los salmocejos de matanza (una especie de chanfaina) elaborada con las asaduras del cerdo en época de matanza.

### Verduras y Legumbres

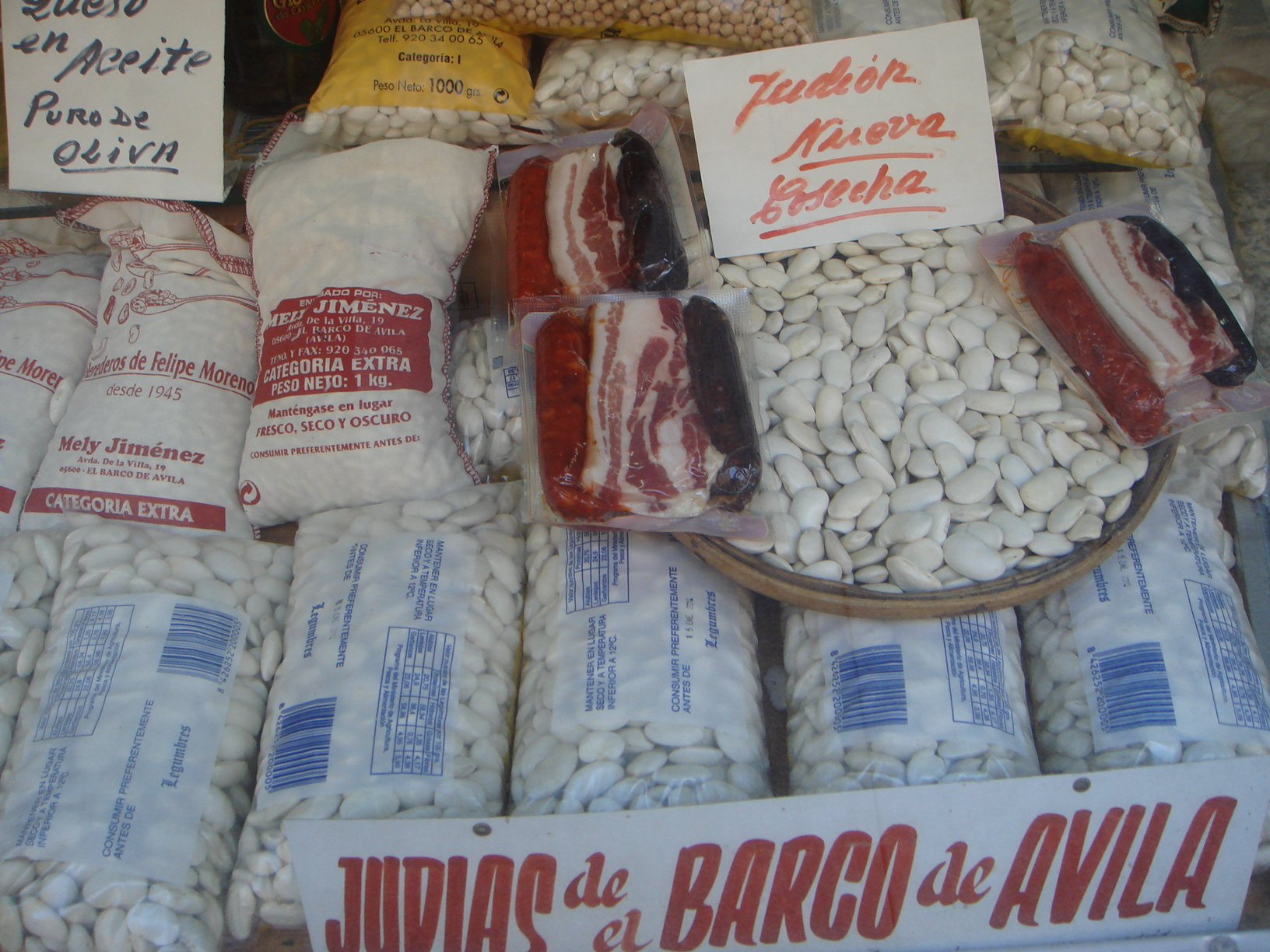
Judías de El Barco de Ávila

Lo más conocido de la producción vegetal de la provincia de Ávila son sus legumbres, algunas con denominación como son las judías del Barco, los garbanzos de la Moraña de Arévalo. Algunas frutas son reconocidas, como son las naranjas, los limones y los pimientos de Candeleda, los melocotones que se cultivan en Navaluenga, las sandías de Lanzahíta. Algunas preparaciones de verduras son exclusivas abulenses como son las empanadas de puerros, el repollo al ajo arriero, la lombarda, así como el cocido morañego elaborado con hortalizas y legumbres diversas, etc. Otras son de carácter más castellano, como puede ser la sopa castellana, las alubias con chorizo, las lentejas con chorizo, así como otros. La pamplina, hierba parecida al berro, la cual solo crece en corrientes de agua clara durante unas pocas semanas, entre los meses de marzo y mayo, dependiendo de la temporada, y que resulta servida en ensaladas.
Entre los platos de patatas se tienen las patatas revolconas (denominadas también en algunos municipios como "patatas manzás" o "patatas meneás"), las patatas viudas (es decir solo patas con su salsa), el pote navero (un cocido popular en la localidad de Las Navas del Marqués) que es un guiso a base de patatas y torreznos, las patatas al caldero, las patas pelonas.  Y las patatas con costilla adobada muy común en el Valle de Amblés.

## Repostería

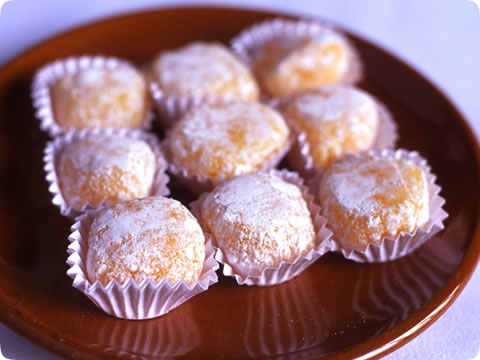
Yemas de Santa Teresa.

Existen diversas preparaciones reposteras en la provincia. Algunas de las preparaciones pertenecen a la repostería conventual y son famosas recetas, entre ellas son muy conocidas como son las: yemas de Santa Teresa (elaboradas con yema de huevo, azúcar, canela, limón y que dedican su nombre a Santa Teresa de Jesús), la tarta monjil, rosquillas de baño y la torta de bizcocho. Las Yemas son típicas de la ciudad de Ávila y son fabricadas en la pastelería tradicional "La Flor de Castilla". El resto de pastelerías de la ciudad también la fabrican pero bajo la denominación "Yemas de Ávila", o simplemente "Yemas", se elabora como su propio nombre indica a partir de la yema de huevo. En Arévalo son populares los rozneques Archivado el 22 de septiembre de 2010 en Wayback Machine. (una masa azucarada y anisada que se fríe en forma de cilindros alargados o anillados).